# 舞鶴東インターチェンジ
舞鶴東インターチェンジ（まいづるひがしインターチェンジ）は、京都府舞鶴市堂奥にある舞鶴若狭自動車道のインターチェンジである。
京都府北部の中心都市である舞鶴市の東地区の玄関口であり、舞鶴市役所や京都府中丹広域振興局、舞鶴港の小樽行き新日本海フェリー乗り場の最寄りインターチェンジである。

## 歴史
- 1998年（平成10年）3月18日 - 舞鶴自動車道の舞鶴西IC - 舞鶴東IC間開通に伴い、供用開始[1][2]。
- 2002年（平成14年）4月5日 - 路線名を舞鶴若狭自動車道に変更[1]。
- 2003年（平成15年）3月9日 - 舞鶴東IC - 小浜西IC間開通[1][4]。

## 周辺
- 京都府立東舞鶴高等学校
- 平工業団地
- 小倉工業団地

### 立地企業
- 日本板硝子舞鶴事業所
- Hitzハイテクノロジー東舞鶴事業所

### 観光地
- 赤れんが博物館
- 舞鶴引揚記念館
- 青葉山ろく公園

## 接続する道路
- 直接接続
  - 京都府道28号小倉西舞鶴線

## 料金所
- ブース数：5

### 入口
- ブース数：2　
  - ETC専用：1　
  - ETC・一般：1

### 出口
- ブース数：3　
  - ETC専用：1　
  - 一般：2

## 隣
E27 舞鶴若狭自動車道
(7)舞鶴西IC - (8)舞鶴東IC - 舞鶴PA - (9)大飯高浜IC